# 六角錐柱
在幾何學中，六角錐柱是一種多面體，是錐柱體的一種，指底面為六邊形的錐柱體，或是將底面全等的六角錐與六角柱疊合所形成的立體。六角錐柱具有13個面、24個邊、和13個頂點，每個六角錐柱皆為一個十三面體。
底面為正六邊形的六角錐柱稱為正六角錐柱，既不是半正多面體，也不是詹森多面體。

## 正六角錐柱
正六角錐柱僅指底面為正六邊形的六角錐柱，若考慮側面皆為正多邊形是不可能的，考慮六角錐柱的上下二部分，柱體部分側面可以為正多邊形：正方形，錐體部分則不行，如同六角錐，若每個面皆為正三角形，則整個六角錐柱將會退化為六角柱，因此不能算是半正多面體，也不是詹森多面體，但可以算是一種擬詹森多面體。

## 相關多面體
| 二角錐柱 | 三角錐柱 | 四角錐柱 | 五角錐柱 | 六角錐柱 | 七角錐柱 | ... | 圓錐柱 |
| -------- | -------- | -------- | -------- | -------- | -------- | --- | ------ |
|          |          |          |          |          |          |     |        |